# فرانك س. كريغهيد سينيور
فرانك س. كريغهيد سينيور (بالإنجليزية: Frank Cooper Craighead, Sr.)‏ هو عالم نبات وعالم حشرات أمريكي، ولد في 1890، وتوفي في 1982.